# Agrypon niikunii
Agrypon niikunii är en stekelart som först beskrevs av Tohru Uchida 1928.  Agrypon niikunii ingår i släktet Agrypon och familjen brokparasitsteklar. Inga underarter finns listade i Catalogue of Life.